# Pietra Marazzi
Pietra Marazzi là một đô thị ở tỉnh Alessandria trong vùng Piedmont của Italia, có vị trí cách khoảng 80 km về phía đông của Torino và khoảng 5 km về phía đông bắc của Alessandria. Tại thời điểm ngày 31 tháng 12 năm 2004, đô thị này có dân số 949 người và diện tích là 7,8 km².
Đô thị Pietra Marazzi có các frazione (subdivision) Pavone.
Pietra Marazzi giáp các đô thị: Alessandria, Montecastello, và Pecetto di Valenza.